# Eutomopepla grisea
Eutomopepla grisea är en fjärilsart som beskrevs av William Schaus 1901. Eutomopepla grisea ingår i släktet Eutomopepla och familjen mätare. Inga underarter finns listade i Catalogue of Life.